# یواس‌اس کسکید (ای‌دی-۱۶)
یواس‌اس کسکید (ای‌دی-۱۶) (به انگلیسی: USS Cascade (AD-16)) یک کشتی بود که طول آن ۴۹۲ فوت (۱۵۰ متر) بود. این کشتی در سال ۱۹۴۲ ساخته شد.